# Lycalopex
Chi Cáo Nam Mỹ, tên khoa học Lycalopex, là một chi động vật có vú ở Nam Mỹ trong phân họ Chó, họ Chó, bộ Ăn thịt. Mặc dù có tên là cáo, các loài trong chi này không phải cáo thực sự, mà là một chi chó độc nhất có quan hệ họ hàng gần với chó sói và chó rừng hơn là với cáo thực sự; một số trong số chúng giống cáo do quá trình tiến hóa hội tụ.
Chi này được Burmeister miêu tả năm 1854. Loài điển hình của chi này là Canis magellanicus Gray, 1847 (= Canis culpaeus Molina, 1782), by subsequent designation (Cabrera, 1931).

## Các loài
Chi này gồm các loài: In 1895, Allen classified Pseudalopex as a subgenus of Canis, establishing the combination Canis (Pseudalopex), a name still used in the fossil record.
- Lycalopex culpaeus: Cáo culpeo
- Lycalopex fulvipes: Cáo Darwin
- Lycalopex griseus: Cáo xám Nam Mỹ
- Lycalopex gymnocercus: Cáo đồng cỏ Nam Mỹ
- Lycalopex sechurae: Cáo sa mạc Sechura
- Lycalopex vetulus: Cáo hoa râm

Loài tuyệt chủng
- † Canis (Pseudalopex) australis (Kerr 1792)[4]

## Hình ảnh

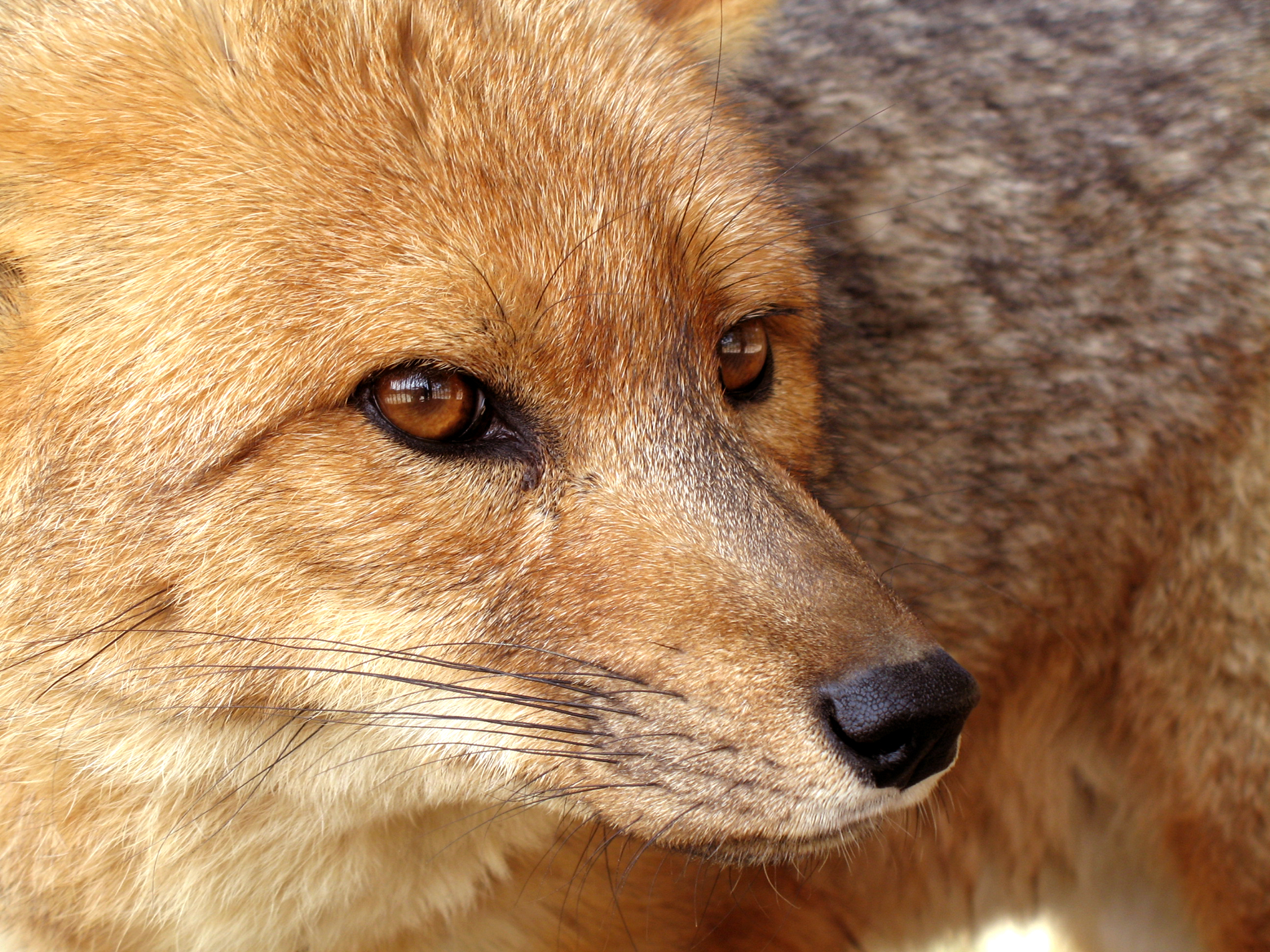
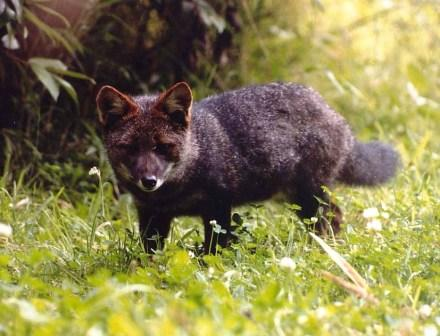
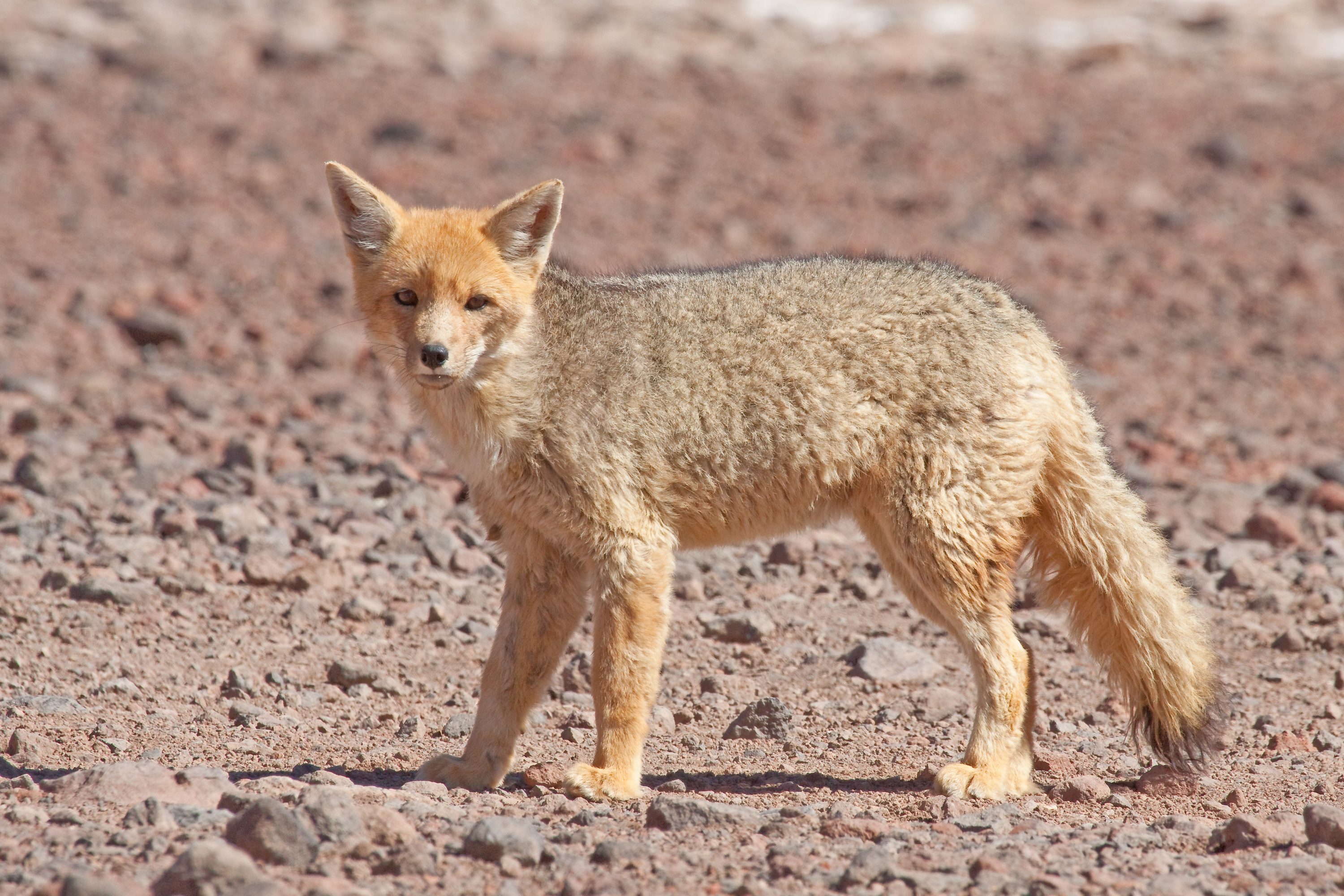
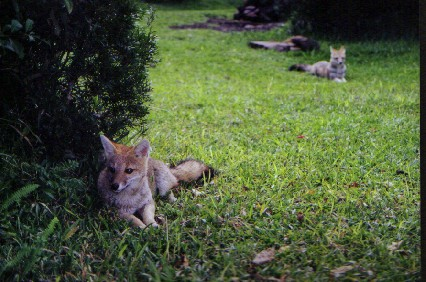